# سي جي أوباسي
سي جي أوباسي (بالإنجليزية: C.J. Obasi)‏، هُو مخرج أفلام وكاتب سيناريو نيجيري.